# 2011 UEFA 챔피언스리그 결승전
2010-11년 UEFA 챔피언스리그의 결승전은 영국 현지 시각으로 2011년 5월 28일에 런던에 위치한 웸블리 경기장에서 FC 바르셀로나와 맨체스터 유나이티드의 단판 승부로 56번째 유럽 챔피언을 가리게 되며 대회가 현재의 방식으로 바뀐 이후로는 19번째 결승전이다. 결승전은 스페인의 FC 바르셀로나와 잉글랜드의 맨체스터 유나이티드가 맡붙게 되었으며, 이는 2009년 결승전 이후 2년만이다. 2009년 로마에서 열린 경기는 바르셀로나가 2-0으로 승리하였다.
이번 경기는 영국 표준 시각으로 19시 45분에 시작되었으며, 주심은 헝가리 출신의 커셔이 빅토르이다. 웸블리 스타디움은 2007년 새로 개장한 이래 첫 번째 챔피언스리그 결승전을 개최하였다. (구 웸블리 스타디움은 1963년, 1968년, 1971년, 1978, 1992년에 결승전을 개최한 바 있다.)
두 팀은 이미 세 번의 우승 경력이 있었으며, 맨체스터 유나이티드가 1968년, 1999년, 2008년에, 바르셀로나가 1992년, 2006년, 2009년에 각각 우승하였다. 이번 시즌 결승까지, 바르셀로나는 토너먼트전에서 아스널, 샤흐타르 도네츠크, 레알 마드리드를 (특히 레알과의 경기는 212번째 엘 클라시코이기도 하였다.), 맨유는 마르세유, 첼시, 샬케를 각각 물리치고 결승에 진출하였다. 두 팀 모두 이미 자국 리그에서 우승을 거두었으나, 자국 컵 대회에서는 모두 쓴 맛을 봐야만 했다.
이 경기에서 바르셀로나가 페드로 로드리게스, 리오넬 메시, 다비드 비야의 연속골로 웨인 루니만이 득점에 성공한 맨유를 3-1로 누르고 우승을 차지하였다.
바르셀로나는 이로써 UEFA 유로파리그 2010-11의 승자인 FC 포르투와 UEFA 슈퍼컵에 진출했으며, 2011년 FIFA 클럽 월드컵에 UEFA 대표로 참가할 자격이 주어졌다.

## 개최지 선정
유럽 축구 연맹(UEFA)은 2009년 1월 29일에 스위스 니옹에서 열린 집행위원회 회의에서 2011 UEFA 챔피언스리그 결승전 개최지를 잉글랜드 런던에 위치한 웸블리 스타디움으로 선정했다. 웸블리 스타디움은 잉글랜드 축구 국가대표팀의 홈 구장이기도 하다.

## 결승까지의 경기
| 팀             | 전 | 승 | 무 | 패 | 득 | 실 | 차  | 점수 |
| -------------- | -- | -- | -- | -- | -- | -- | --- | ---- |
| 바르셀로나     | 6  | 4  | 2  | 0  | 14 | 3  | +11 | 14   |
| 코펜하겐       | 6  | 3  | 1  | 2  | 7  | 5  | +2  | 10   |
| 루빈 카잔      | 6  | 1  | 3  | 2  | 2  | 4  | −2  | 6    |
| 파나티나이코스 | 6  | 0  | 2  | 4  | 2  | 13 | −11 | 2    |

| 팀                  | 전 | 승 | 무 | 패 | 득 | 실 | 차  | 점수 |
| ------------------- | -- | -- | -- | -- | -- | -- | --- | ---- |
| 맨체스터 유나이티드 | 6  | 4  | 2  | 0  | 7  | 1  | +6  | 14   |
| 발렌시아            | 6  | 3  | 2  | 1  | 15 | 4  | +11 | 11   |
| 레인저스            | 6  | 1  | 3  | 2  | 3  | 6  | −3  | 6    |
| 부르사스포르        | 6  | 0  | 1  | 5  | 2  | 16 | −14 | 1    |

## 경기
| FC 바르셀로나                    | 3 - 1  | 맨체스터 유나이티드 FC |
| -------------------------------- | ------ | ---------------------- |
| 페드로 27′ · 메시 54′ · 비야 69′ | 리포트 | 루니 34′               |

| 바르셀로나 | 맨체스터 · 유나이티드 |

|                   |    |                        |     |       |
|                   |    |                        |     |       |
| GK                | 1  | 빅토르 발데스          | 85′ |       |
| RB                | 2  | 다니엘 알베스          | 60′ | 88′   |
| CB                | 14 | 하비에르 마스체라노    |     |       |
| CB                | 3  | 제라르드 피케          |     |       |
| LB                | 22 | 에릭 아비달            |     |       |
| DM                | 16 | 세르히오 부스케츠      |     |       |
| CM                | 6  | 사비 에르난데스 (주장) |     |       |
| CM                | 8  | 안드레스 이니에스타    |     |       |
| RF                | 7  | 다비드 비야            |     | 86′   |
| CF                | 10 | 리오넬 메시            |     |       |
| LF                | 17 | 페드로 로드리게스      |     | 90+2′ |
| 교체 명단:        |    |                        |     |       |
| GK                | 38 | 오이에르 올리사발      |     |       |
| DF                | 5  | 카를레스 푸욜          |     | 88′   |
| DF                | 21 | 아드리아누             |     |       |
| MF                | 15 | 세이두 케이타          |     | 86′   |
| MF                | 20 | 이브라힘 아펠라이      |     | 90+2′ |
| MF                | 30 | 티아고 알칸타라        |     |       |
| FW                | 9  | 보얀 크르키치          |     |       |
| 감독:             |    |                        |     |       |
| 주제프 과르디올라 |    |                        |     |       |

|               |    |                      |     |     |
|               |    |                      |     |     |
| GK            | 1  | 에드빈 판 데르 사르  |     |     |
| RB            | 20 | 파비우               |     | 69′ |
| CB            | 5  | 리오 퍼디낸드        |     |     |
| CB            | 15 | 네마냐 비디치 (주장) |     |     |
| LB            | 3  | 파트리스 에브라      |     |     |
| RM            | 25 | 안토니오 발렌시아    | 79′ |     |
| CM            | 16 | 마이클 캐릭          | 61′ | 77′ |
| CM            | 11 | 라이언 긱스          |     |     |
| LM            | 13 | 박지성               |     |     |
| SS            | 10 | 웨인 루니            |     |     |
| CF            | 14 | 치차리토             |     |     |
| 교체 명단:    |    |                      |     |     |
| GK            | 29 | 토마시 쿠슈차크      |     |     |
| DF            | 12 | 크리스 스몰링        |     |     |
| MF            | 8  | 안데르송             |     |     |
| MF            | 17 | 루이스 나니          |     | 69′ |
| MF            | 18 | 폴 스콜스            |     | 77′ |
| MF            | 24 | 대런 플레처          |     |     |
| FW            | 7  | 마이클 오언          |     |     |
| 감독:         |    |                      |     |     |
| 알렉스 퍼거슨 |    |                      |     |     |

| UEFA 선정 최우수 선수: 리오넬 메시 (바르셀로나) 팬 선정 최우수 선수: 리오넬 메시 (바르셀로나) 부심: Gábor Erős (터치라인) (헝가리) György Ring (터치라인) (헝가리) Mihály Fábián (페널티 지역) (헝가리) Tamás Bognár (페널티 지역) (헝가리) 제4심: István Vad (헝가리) 대기심: Robert Kispál (헝가리) |

### 통계
|            | 바르셀로나 | 맨체스터 유나이티드 |
| ---------- | ---------- | ------------------- |
| 득점       | 1          | 1                   |
| 슈팅       | 8          | 2                   |
| 유효 슈팅  | 3          | 1                   |
| 점유율     | 67%        | 33%                 |
| 코너킥     | 1          | 0                   |
| 반칙       | 2          | 5                   |
| 오프사이드 | 0          | 4                   |
| 경고       | 0          | 0                   |
| 퇴장       | 0          | 0                   |

|            | 바르셀로나 | 맨체스터 유나이티드 |
| ---------- | ---------- | ------------------- |
| 득점       | 2          | 0                   |
| 슈팅       | 11         | 2                   |
| 유효 슈팅  | 9          | 0                   |
| 점유율     | 62%        | 38%                 |
| 코너킥     | 5          | 0                   |
| 반칙       | 3          | 11                  |
| 오프사이드 | 1          | 1                   |
| 경고       | 2          | 2                   |
| 퇴장       | 0          | 0                   |

|            | 바르셀로나 | 맨체스터 유나이티드 |
| ---------- | ---------- | ------------------- |
| 득점       | 3          | 1                   |
| 슈팅       | 19         | 4                   |
| 유효 슈팅  | 12         | 1                   |
| 점유율     | 63%        | 37%                 |
| 코너킥     | 6          | 0                   |
| 반칙       | 5          | 16                  |
| 오프사이드 | 1          | 5                   |
| 경고       | 2          | 2                   |
| 퇴장       | 0          | 0                   |

## 같이 보기
- 2009 UEFA 챔피언스리그 결승전
- 2010-11년 UEFA 챔피언스리그
- 2011 UEFA 유로파리그 결승전
- 2011년 UEFA 슈퍼컵
- 2011년 FIFA 클럽 월드컵